# Paranchistus armatus
Paranchistus armatus är en kräftdjursart som först beskrevs av H. Milne Edwards 1837.  Paranchistus armatus ingår i släktet Paranchistus och familjen Palaemonidae. Inga underarter finns listade i Catalogue of Life.